# Villa Tres Cruces
Villa Tres Cruces es una ranchería del municipio de Etchojoa ubicada en el sur del estado mexicano de Sonora, en la zona del valle del Mayo. Según los datos del Censo de Población y Vivienda realizado en 2020 por el Instituto Nacional de Estadística y Geografía (INEGI), la ranchería tiene un total de 697 habitantes.

## Geografía
Villa Tres Cruces se sitúa en las coordenadas geográficas 26°54'24" de latitud norte y 109°10'09" de longitud oeste del meridiano de Greenwich, a una elevación de 10 metros sobre el nivel del mar.